# Arius
Arius vagy Areiosz (kb. 260, Líbia – 336, Konstantinápoly) presbiter, az arianizmus tanának szellemi létrehozója. Az arianizmus Ariusnak és követőinek (az ariánusoknak) mozgalma volt a 4. században, amelyet később a katolikus keresztény egyház eretnekségnek nyilvánított, mert tagadta a kereszténység Szentháromság tanát.
Arius alexandriai áldozópap, azaz presbiter (πρεσβύτερος, preszbüterosz) volt. Arius korának filozófiai ismeretei alapján a platonista filozófiából indult ki, amelyik azt tanította, hogy Isten a végső ok, az örök változhatatlanság, amiből az következett, hogy akkor minden más – teremtmény. Ha ez igaz, akkor viszont az Ige és Krisztus is csak teremtmény, bár Jézus az első minden teremtmény között. Sokakat elcsábított ez a fajta bölcselkedés és racionalizmus. Arius nézeteinek olyan sok pap híve volt, hogy az akkor ismert világ nagy részében alig voltak más papok és püspökök, mint ariánusok. Az arianizmussal szimpatizált sok római császár is és elterjedt a rómaiakat körülvevő barbár népek között is. Azonban sok egyházatya vallotta Atanáz püspök ortodox véleményét, azaz Krisztus egylényegűségét az Atyával: "Isten azért lett emberré, hogy az embert istenivé tegye".

## Élete és működése

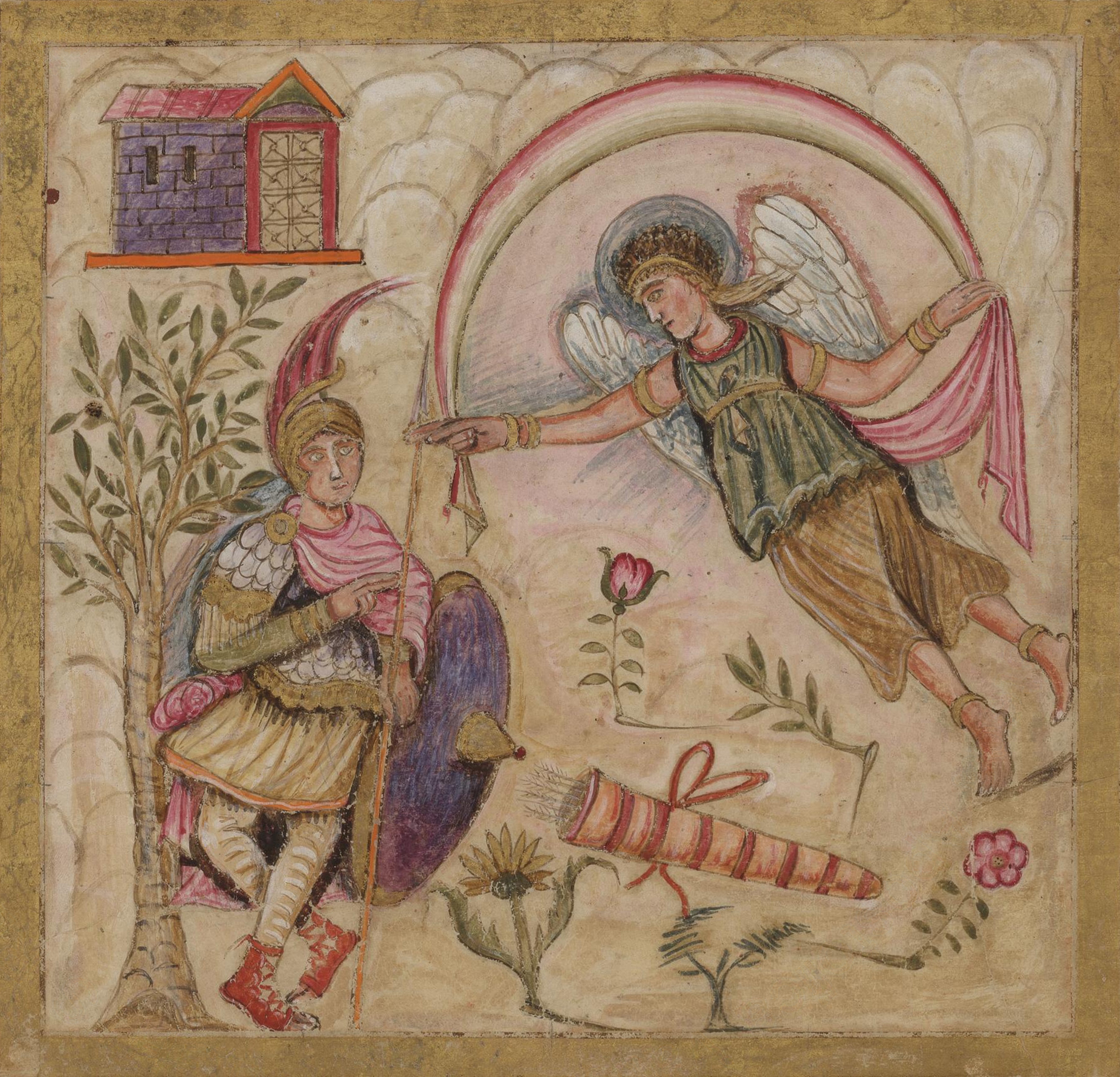
A kéziratos Codex Vergilius romanus illusztrációja, Biblioteca Apostolica Vaticana, Vatikán

Az antiokheiai Lukianosz egzegéta tanítványa volt.
Kortársai igen komoly és szigorú jelleműnek mondják, ámbár nagy szelídséggel írt művei az ellenkezőjéről tanúskodnak. Nagy szorgalommal komoly ismeretekre tett szert, különösen fegyelmezett észjárása és ékesszólása által tűnt ki. A hiúságtól és dicsőségvágytól azonban nem volt mentes. Péter alexandriai püspök már ifjú korában felvette őt az alsóbb papság sorába. Amikor Antiokheiai Melétioszhoz pártolt, kizárta az egyház közösségéből. Péter idővel ismét visszafogadta Ariust az egyház szervezetébe és alszerpappá szentelte, majd ismét kiközösítette, mert Melétioszt védte. Csak Péter utóda Akhillász vette ismét vissza az egyházba és 312-ben áldozópappá szentelte. 313-ban Alexandriában a "Baucalis"-nak nevezett templom önálló vezetését bízták rá és esélye nyílt az elhalálozott Akhillász utódjává válni. Azonban helyette Alexandriai Alexandroszt választották püspökké. Alexandrosz püspök Szókratész Szkholasztikosz szerint papjai jelenlétében nem eléggé határozott kifejezésekkel szólt a Szentháromság tanáról, ezért Arius Alexandroszt szabellianizmussal vádolva hirdetni kezdte saját értelmezését és tanát, aminek a lényege a következő:

## Arius tana

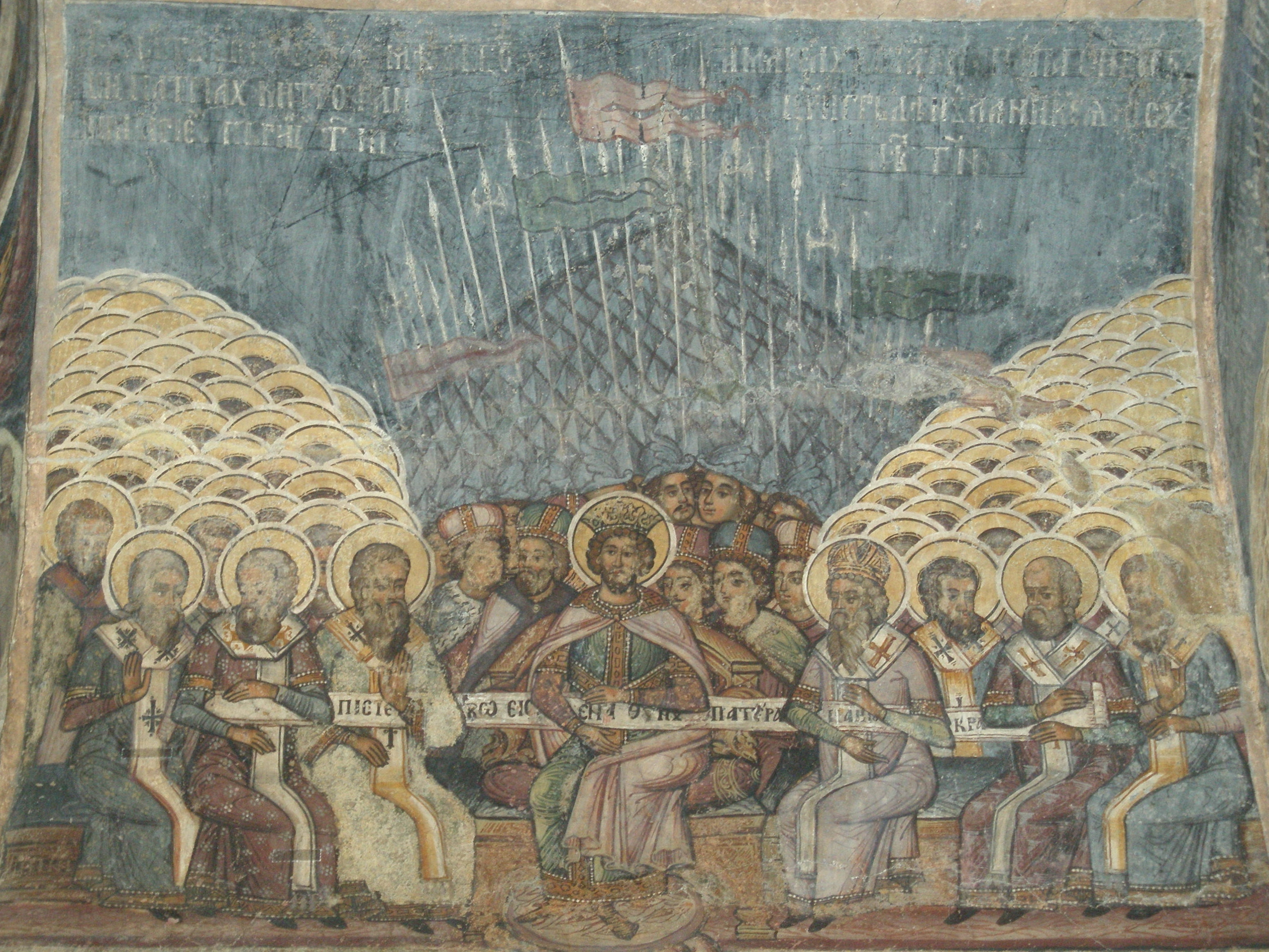
Az első nikaiai zsinat (325.), elítélte Arius tanait. (Ortodox keresztény templom freskója, Bukarest, Románia).

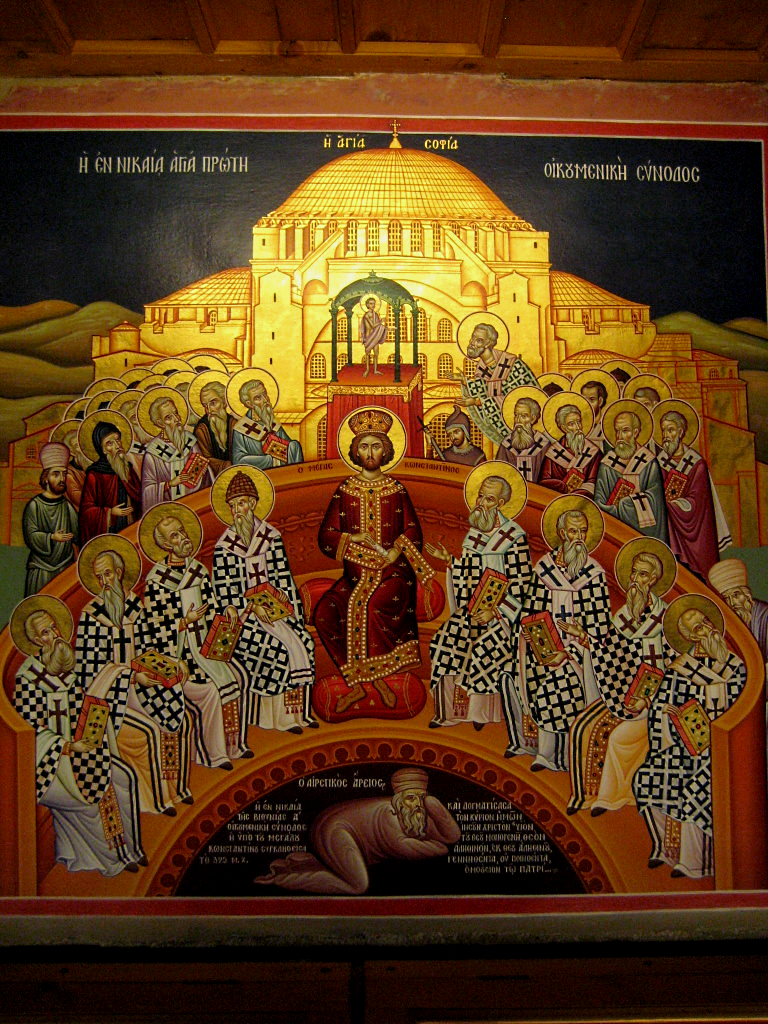
Arius ábrázolása az első nikaiai zsinaton, Nagy Konstantin császár és a püspökök lábai alatt Arius

Az Isten sokkal felségesebb, semhogy a világot közvetlenül teremtette volna és vele közvetlen érintkezésben állna, másrészt meg az Isten közvetett működését maga a teremtés sem viselheti el. Ha tehát az Isten alkotta ezt a világot, szüksége volt egy közvetítő lényre, mintegy eszközre a teremtésnél, és ez a közvetítő lény Arius szerint az Ige (görögül: λόγος, latinul: verbum, héberül: davar) vagyis a Fiú, kinek lényege ennélfogva nem egyenlő (homoousios) az Atyával, hanem attól egészen különböző, mert különben ő sem hozhatta volna létre a világot.
Arius e tanának vallási jelentősége igen nagy volt, mert Krisztus istenségét tagadta.
Tehát Arius szerint az egyetlen Isten fia (az Ige) nincsen öröktől fogva, nem egylényegű az Atyával, hanem ő isten teremtménye, az Atya mindenható akarata által a semmiből jött létre. Ő az első és legnemesebb teremtmény, mely által aztán a világ teremtetett, ezzel isten és a világ között létező középvaló idővel Jézussal, az emberrel egyesült. Jézus tehát nem valóságos isten, de szabad akaratának helyes használata által olyan tökéletességre emelkedett, hogy az Isten őt fiául fogadta és istenné lett, ezért most jogosan imádják istenként.

## Hitvita
| „Ortodox”                      | „Ariánus”                      |
| ------------------------------ | ------------------------------ |
| Alexandriai Alexandrosz püspök | Arius alexandriai diakónus     |
| Krisztus teremtetlen           | Krisztus teremtett lény        |
| homoousia: egylényű az Atyával | homoiousia: hasonló az Atyához |

Alexandriai Alexandrosz püspök 320-ban többször felszólította leveleiben Ariust tanának elhagyására. Arius azonban több püspökhöz írásba foglalt hitvallást küldött. Kérte őket, hogy amennyiben helyeslik, pártolják ügyét Alexandrosz püspöknél. Rövid idő alatt számtalan pártolóra és barátra akadt, akik között legbefolyásosabb a nikomédiai püspök Euszebiosz volt, a későbbi konstantinápolyi püspök. Euszebiosznak nagy befolyása volt I. Constantinus római császárra és annak nővérére, Constantiára és több püspök előtt nagy tekintéllyel bírt.
Arius oldalára állt még többek közt caesareai Eusebius, a híres egyháztörténet-író, Paulinus tirusi, Patrophilos szküthopoliszi püspökök is, valamint anazerbei Athanasius. Miután Alexandrosz törekvései Arius ellenállásán megbuktak, 321-ben Alexandriában zsinatot tartott, melyen Egyiptomból és Líbiából közel száz püspök jelent meg. Ariust követőivel együtt az egyházból kiközösítették, tanait pedig, mint eretnekséget egyhangúlag elítélték. Arius a zsinat határozatait nem fogadta el, és mindent elkövetett, hogy tanai minél jobban terjedjenek. Alexandrosz püspök által Alexandriából kiűzetve Palesztinába ment és onnan nagy pártfogójához, Nikomédiai Euszebiosz püspökhöz levelet intézett, amiben éles kritikát fogalmazott meg Alexandrosz ellen. Valószínűleg ezen levél miatt Euszebiosz meghívta Nikomédiába. Itt írta meg azt a levelét Alexandrosz püspök számára, amelyben tanait bővebben kifejtette. Itt írta meg fő munkáját is, melynek cime: Thalia (Vendégség), melyből csak egyes töredékek maradtak fenn Alexandriai Szent Atanáznál (Oratio I. contra Arianos  c. 5., 6., 10.). 323-ban Hosius córdobai püspök, sikertelenül közvetített Alexandrosz püspök és Arius között.

## I. Constantinus döntése

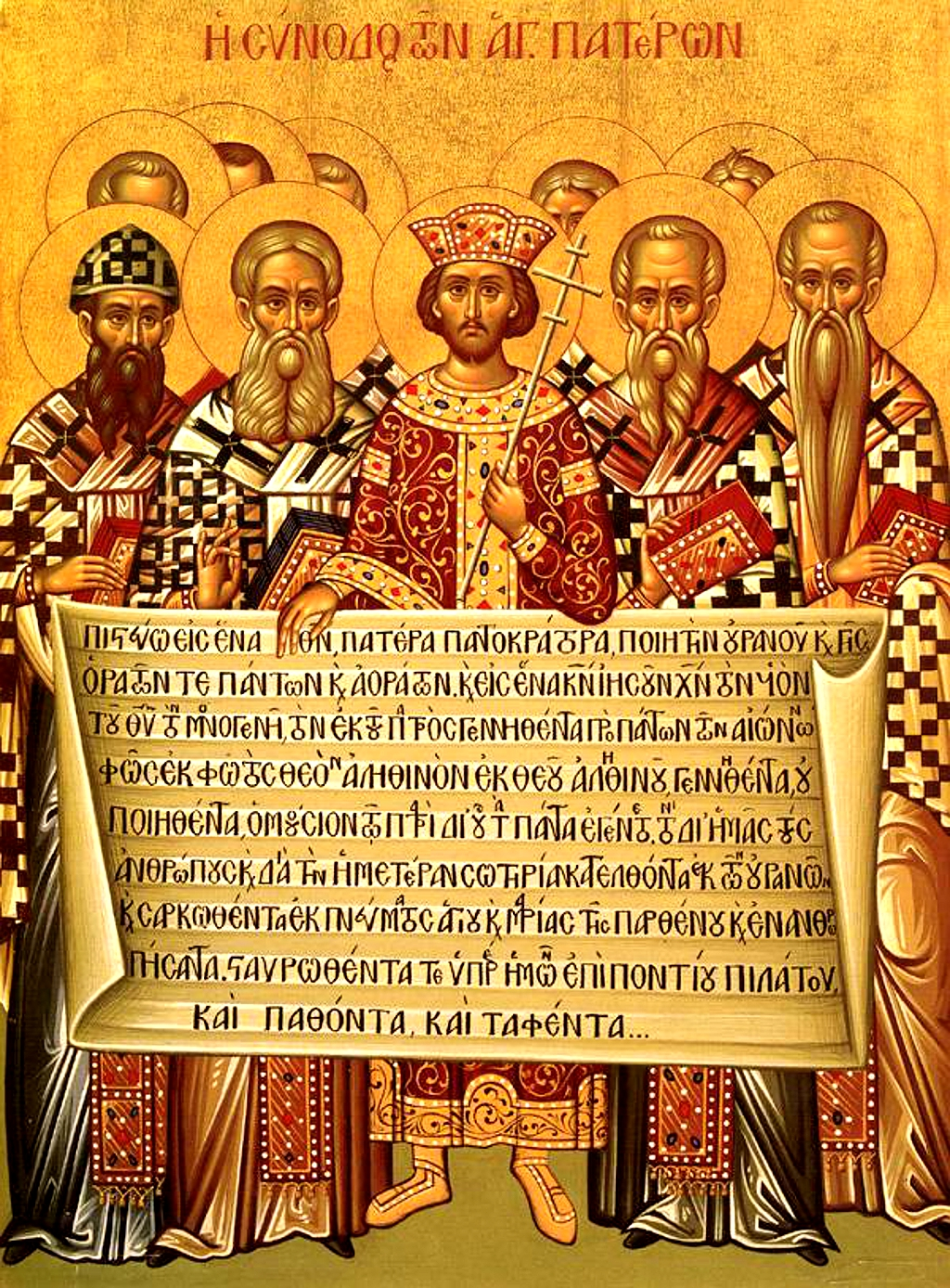
Ókeresztény ikon.
Középen Nagy Konstantin császár. aki a "Symbolum Nicaeno-Constantinopolitanum", az első nikaiai zsinaton elfogadott keresztény Nikaia–konstantinápolyi hitvallás közösen elfogadott szövegének részletét tartja az egyházatyákkal

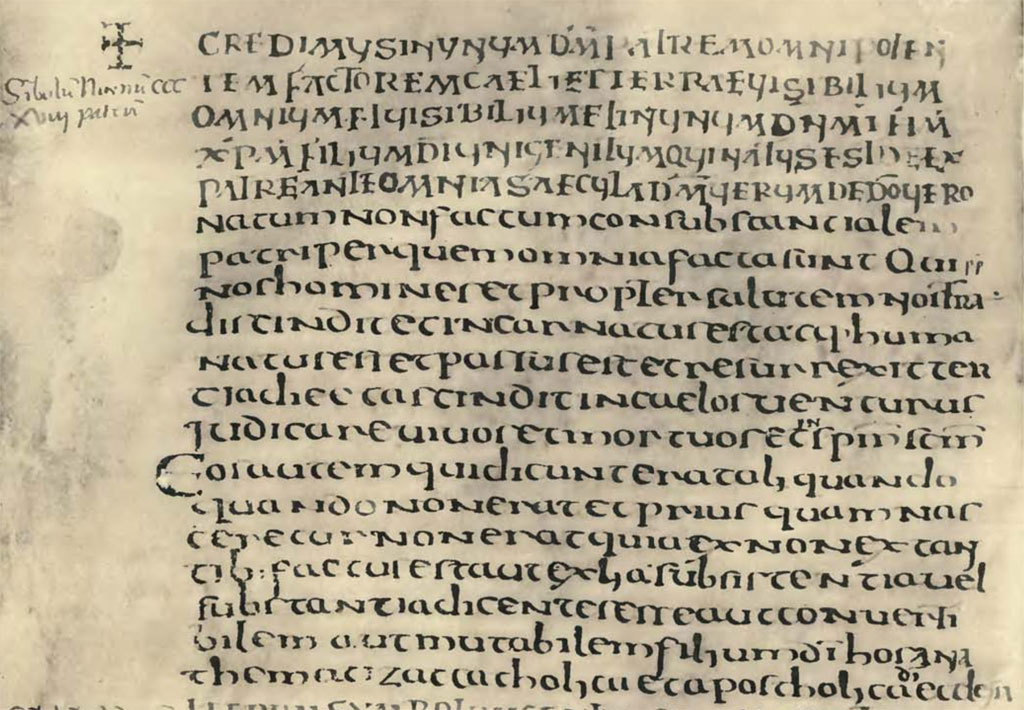
A „Symbolum Nicaeno-Constantinopolitanum” hitvallás latin szövege. Az első egyetemes zsinat Nikaiában alkotta meg a homoousios-formulát. Ennek értelmében Jézus Krisztus nem a teremtények
közé tartozik, hanem elsődlegesen Istenhez. Lényege szerint azonos Istennel, ezért az általa véghez vitt megváltás is isteni
eredetű és minőségű tett.

Nagy Constantinus császár az egyház ügyét Ariusszal eleinte csak jelentéktelen teológiai vitának tekintette és  mindkét félt megdorgálva, hallgatást parancsolt nekik. De mivel ez semmit sem használt, sőt ellenkezőleg a zavar napról-napra nagyobb lett, Konstantin, hogy a vallási viszálykodást megszüntesse, egyetértve I. Szilveszter pápával, 325-ben Nikaiában összehívta az első egyetemes zsinatot, hogy döntést hozzanak a hitvita ügyében.

## Az első nikaiai zsinat
A két tábor nem tudta egymást meggyőzni, végül szavazásra került a sor és az Atanáz által javasolt hitvallás győzött. A püspökök tanúságot tettek arról, hogy Jézus Krisztus valóságos isten, egylényegű (homousis consubstantialis) az Atyával és ezt a tant az arianizmus ellenében megfogalmazott hitvallásban kimondták, ezt nevezik Nikaia–konstantinápolyi hitvallásnak.
……Hiszek az egy Úrban: Jézus Krisztusban, Isten egyszülött Fiában, aki az Atyától született az idő kezdete előtt.Isten az Istentől, Világosság a Világosságtól, valóságos Isten a valóságos Istentől. Született, de nem teremtmény: az Atyával egylényegű, és minden általa lett. Értünk, emberekért,  a mi üdvösségünkért……
Ez az egyik legősibb és napjainkban is legismertebb keresztény hitvallás, amelyet a keresztények nagy része elfogad. Az ortodox kereszténység liturgiájában és a római katolikus szentmise liturgiájában egyaránt szerepel.
Arius, aki visszatért Alexandriába a száműzetéséből, szintén részt vett a zsinaton. A nikaia–konstantinápolyi hitvallás kimondta Jézus Krisztus egylényegűségét az Atyával. Ez a szó görögül homouszion. Arius azonban betoldott egy iótát az u elé, így lett homoiuszion, ez pedig azt jelenti: „hasonló lényegű”.
A zsinat másik eredménye a húsvét időpontjában való megegyezés volt, amely a legfontosabb ünnep az egyház életében. A zsinat úgy döntött, hogy a húsvétot a tavaszi nap-éj egyenlőséget követő első telihold utáni első vasárnap ünneplik, függetlenül a Biblia héber naptárától és felhatalmazták az alexandriai püspököt, hogy (valószínűleg az alexandriai naptárt használva) évente hirdesse ki püspöktársai számára a pontos dátumot.
Ariust a császár, eszmetársaival, a hasonló gondolkozású Theonas marmarikai és Secundus ptolemaisi püspökökkel együtt a zsinat után Illíriába száműzte. Hasonló sors várta három hónap múlva a zsinat határozatainak ellenszegülő Nikomédiai Euszebiosz és Theognis nikaiai püspököket is. Ezzel lezárult az első fázisa az ókori keresztény egyházban keletkezett hitvitának Jézus Krisztus természetéről. 
Alexandrosz, alexandriai püspök, aki a nikaiai zsinaton 318 társával elítélte Arius tanítását, hazatérése után hónapokon belül meghalt.

## A keresztény hitvallás terjesztése

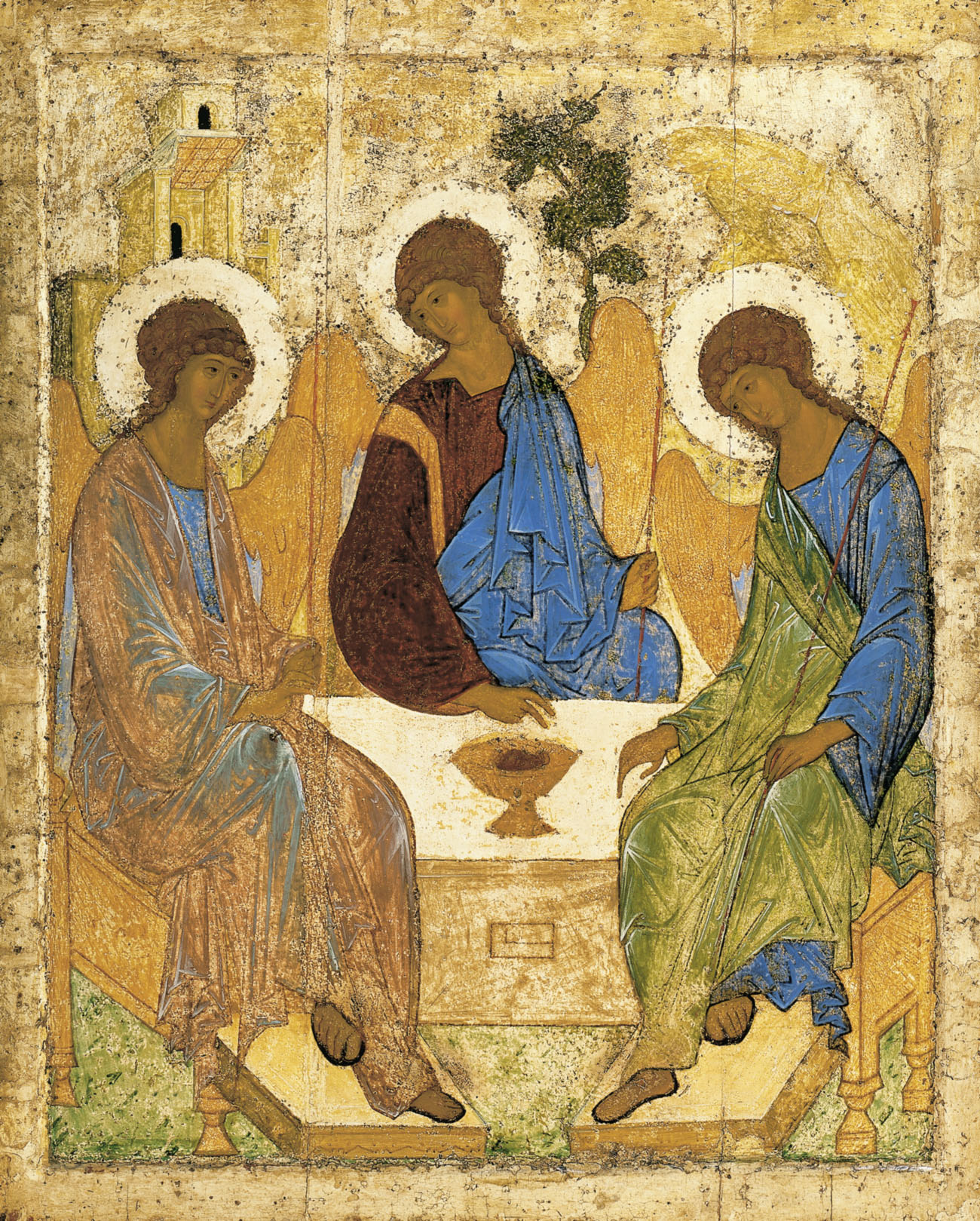
Andrej Rubljov: Szentháromság ikon

Ezután az új hitvallás legkomolyabb terjesztője Alexandriai Szent Atanáz  lett, aki, mint szerpap a nikaiai zsinaton tűnt fel, és akit Alexandrosz halála után 326-ban alexandriai érsekké választottak. A katolikus tanok egyik legnagyobb és legismertebb védője ő volt. Arius hívei arról igyekezték meggyőzni a császárt, hogy ők a nikeai határozatot elfogadják és csupán a «homoousziosz» szót vetik el, mivel az a Szentírásban nem fordul elő. A császárt végül megengedte Ariusnak és a számkivetett püspököknek a visszatérést. A császári udvar által kegyelt ariánusok, akiket Nikomédiai Euszebiosztól euszebiosziaknak neveztek, mindenképpen azon voltak, hogy a keresztény püspököket elmozdítsák és a helyükbe Arius-pártiakat neveztessenek ki a császárral. Így történt, hogy 330-ban Eusztathioszt, Antiokheia főpapját, megfosztották püspöki székétől. Rövid idő alatt több püspököt váltottak le és helyükre Arius-pártiak léphettek. Emiatt sok közösségben forrongás támadt, de az ariánusok zavartalanul folytatták tanaik terjesztését. Atanáz püspök először keményen összetűzött Meletiosz követőivel, akik szakadást okoztak Alexandriában és környékén.
Constantinus császár kész volt Ariust újra kegyébe fogadni, ha új hitvallást tesz. Császári leirattal úgy rendelkezett, hogy Ariusnak újra meg kell engedni hivatali tevékenysége folytatását. Atanáz ezt visszautasította. A császárnak küldött válaszlevelében így foglalt állást: "Nem lehetséges újra fölvenni az Egyházba olyan embereket, akik ellene mondanak az igazságnak, tévtanítást terjesztenek, és akikre az egyetemes zsinat kimondta a kiközösítést." Ezután Alexandriában újra kezdődtek az ariánus támadások Atanáz ellen, méghozzá olyan mértékben, hogy a püspök jobbnak látta, ha elhagyja a várost, és eltűnik egy felső-egyiptomi kolostorban.
335-ben a császár Jeruzsálembe zarándokolt. Atanáz püspök ellenfelei ezt az alkalmat fölhasználták, hogy összehozzanak egy zsinatot Tíruszban, abban a városban, melyet a császár érintett útja során. Az volt a céljuk, hogy fölszámolják a nézeteltéréseket. Alexandria püspökét fölszólították, hogy jelenjen meg a zsinat színe előtt. Atanáz kelletlenül indult el, és közel ötven egyiptomi püspököt vitt magával. Ezeket azonban meg sem hallgatták, mivel nem voltak meghíva. A jelenlevő püspökök jó része nem szívelhette Atanázt, hatalmaskodó és törvényellenes intézkedésekkel vádolták, többek közt, hogy meg akarja akadályozni a Rómába irányuló egyiptomi gabonakivitelt. Amikor fölismerte a dolgok kedvezőtlen állását, elmenekült, még mielőtt leváltását kimondták volna. A császár a galliai Augusta Treverorumba (ma Trier) száműzte és hasonló sors érte Ankürai Markelloszt is. Constantinus császár súlyos betegségbe esett és megkereszteltette magát, Atanázt két évi és négy hónapi távollét után, 337. június 17-én visszahívta és kijelentette, hogy Atanázt csak azért küldte Trierbe, hogy őt az ariánus ellenfeleinek dühétől megmentse. Ennek ellenére az ariánus érzelmű Constantinus 341-ben az ariánus Kappadókiai Gergelyt nevezte ki Alexandria érsekévé. Ekkor Atanáz Rómába ment, ahol őt Gyula pápa fogadta, aki meghívta az ariánusokat oda egy zsinatra, de az ariánus püspökök ezt nem fogadták el.

## Arius halála336-ban

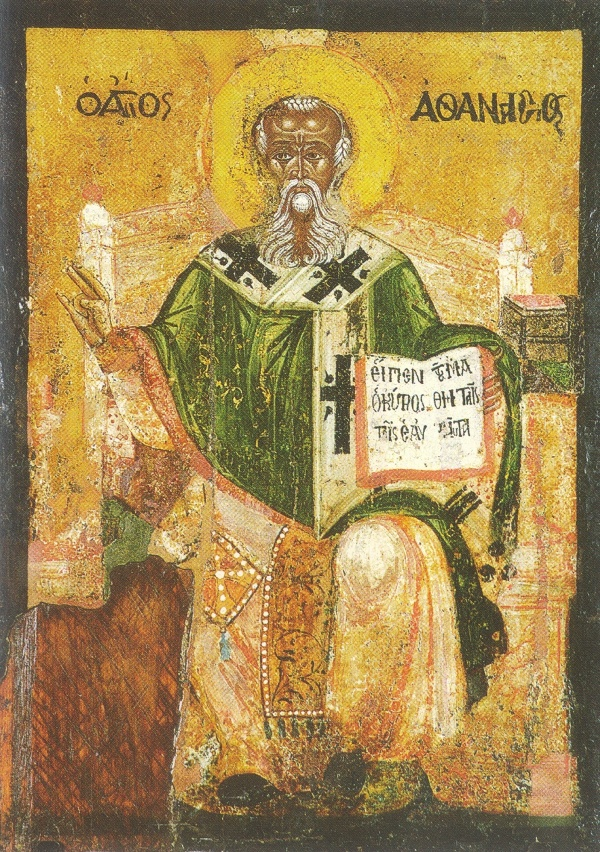
Alexandriai Szent Atanáz még életében elnyerte az "Egyház oszlopa" és az "Ortodoxia atyja" kitüntető elnevezéseket.

Constantinus császár keresztül akarta vinni Arius visszavételét az egyetemes keresztény egyházba, de Arius egy ünnepi körmenet alatt 336-ban hirtelen meghalt.
A következő évben meghalt Constantinus is, aki halála előtt elrendelte, hogy Atanázt száműzetéséből, Trierből, hivják vissza. A pápa Szardikában 343-ban zsinatot tartott, melyen az egyházi ügyek megvizsgálása után a száműzött püspököket, közöttük Athanázt és Markelloszt, bűnteleneknek nyilvánította. Atanáz még életében elnyerte az "Egyház oszlopa" és az "Ortodoxia atyja" kitüntető elnevezéseket.
Ezt látván az ariánusok, a zsinattól külön váltak és a közeli Philippopollsban zsinatot tartottak, hol Athanasiust és követőit, illetve Gyula pápát is kiközösítették. Míg az ariánusok ügye a katolikusokéval szemben diadalmaskodni látszott, azalatt ők maguk között pártokra szakadva, szigorú és mérsékelt ariánusokra oszlottak. A radikális ariánusokat, akiket egy antiokheiai szerpap, Aëtius neve után aëtáusiaknak, Kisázsia egyik tartományában, Mysiában Eunomius cyzikusi püspök neve után eunnomiusiaknak is neveztek, azt tanították, hogy úgy, ahogy a teremtő és a teremtmények között végtelen távolság van, úgy a Fiú is, a teremtmények fölé emelve, lényegét tekintve az Atyához nem hasonló. Más néven anomoeusoknak is hivták őket. A mérsékelt arianusok úgy tartották, hogy a Fiú az Atyával nem egylényegű ugyan, hanem mégis hasonló lényegű, ezért csak félariánusoknak, euszebiosziaknak vagy homoiuzistáknak nevezték őket.
342-ben a római zsinaton I. Gyula pápa személyesen erősítette meg tisztségében Atanázt. A két pártra szakadt félariánusok és eunomiusiak, egyesítése végett több zsinatot tartottak. Az elsőt 351-ben Sirmiumban. Ez a zsinat Photinus tanait elítélte, és 27 anatémát bocsátott ki leginkább Sabellius állításai ellen. A másodikat 357-ben szintén Sirmiumban tartották, melyen megszerkesztették az arianizmus hitvallás-formula szövegét, melyet Hosius córdobai püspök is aláírt, ezt azonban halála előtt visszavonta. A gall püspökök nem írták alá ezt a hitvallást, keleten is sokan voltak ellene, akik Ankürai Baszileiosz elnöklete alatt 358-ban Ankürába (ma Ankara) zsinatot hívtak össze, melyen egy, a szigorú arianizmussal ellenkező és Konstantius, Valens és Ursacius által elfogadott hitvallást szerkesztettek.
319-ben Sirmiumban még egy harmadik zsinat is volt, amelyen az anomoeusok és félariánusok egyesítése céljából hitvallást adtak ki. Ezen unió létrejötte érdekében még több igyekezetet fejtettek ki az Isauriának Seleucia és Aemiliának Rimini nevű városokban 359-ben tartott zsinatokon. Riminiben mintegy négyszáz püspök gyűlt össze, köztük nyolcvan ariánus püspök, élükön Valensszel, L Ursacius és Auxentiusszal. A nikaiai hitvalláshoz ragaszkodó főpapok az ariánus püspököket kiközösítették. Konstantius azonban nem fogadta szívesen ennek a zsinatnak a követeit és mindaddig magánál tartotta őket, amíg Riminiben vissza nem vonták határozataikat és alá nem írtak egy hitformulát, melyben a Fiút az Atyával csak hasonló lényegűnek mondták ki. Seleukeiában a szigorú ariánusok egy ariánus hitvallás keresztülvitelével szintén győzedelmeskedtek a nagyobb számú félariánusok ellenében, és ezeknek püspökeit, mindenféle vétségeket koholva ellenük, meg akarták fosztani hivataluktól.

## II. Constantinus halála és Iulianus hároméves uralma

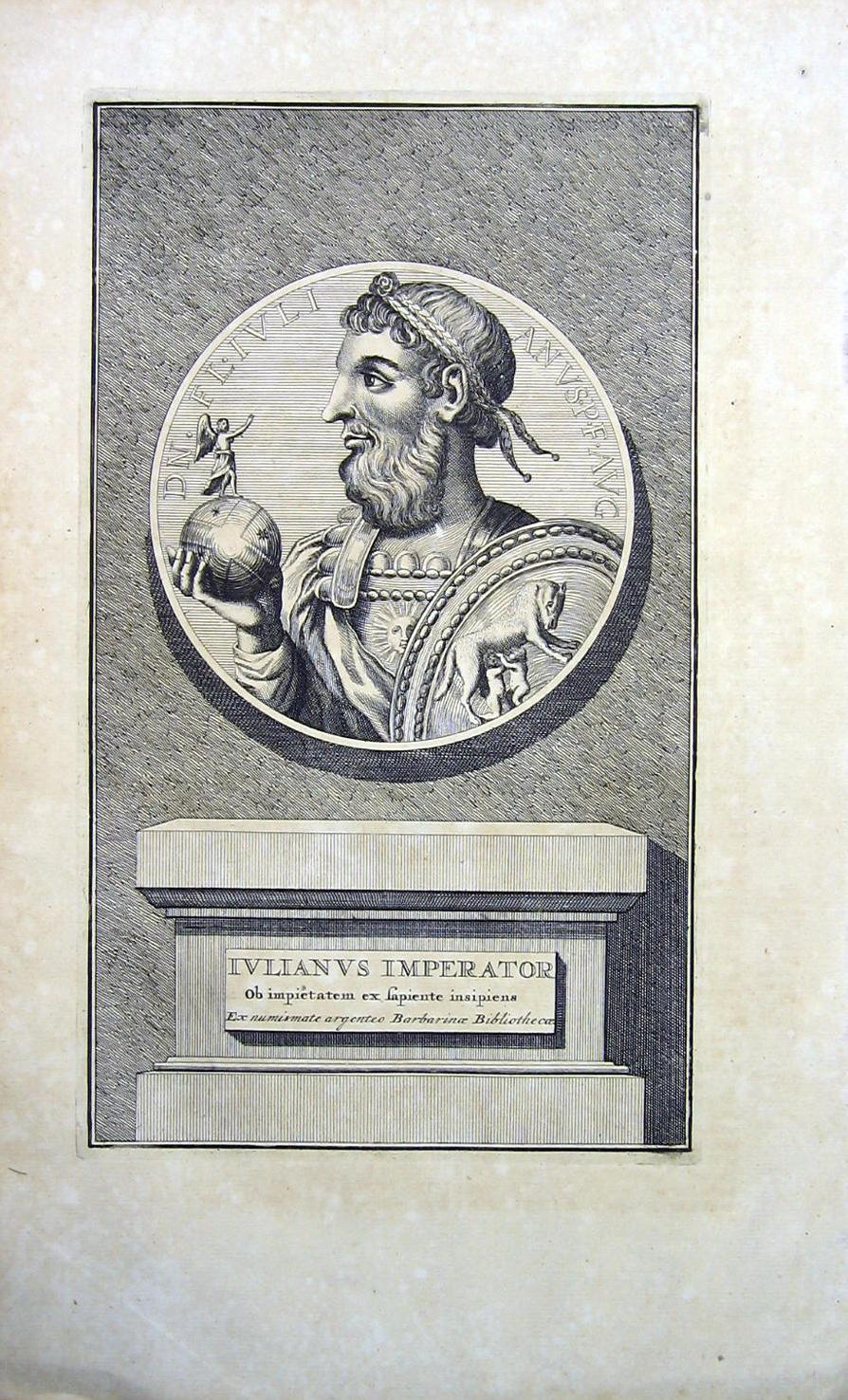
Iulianus "Apostata" a Római Birodalom császára volt három évig, 361 és 363 között. Iulianus úgy gondolta, hogy ő az egyetlen császár, aki képes visszaszerezni, a Római Birodalom elveszett dicsőségét. Ariánusok tanítottak fiatalkorában, grammatikára Nicocles, retorikára Hecebolius. Császárrá történő kikiáltását követően azonban felhagyott Arius tanainak követésével és uralkodása alatt a továbbiakban az ősi görög-római vallási hagyományokat ápolta és pártfogolta. Az kereszténység ügye veszélyben forgott, miután Atanáz alexandriai püspököt száműzte püspöki székéből.

II. Constantius római császár, az ariánusok hatalmas pártfogója 361-ben meghalt és utóda, Iulianus római császár abból a szándékból, hogy a keresztény egyházat gyengítse és a zavarokat még inkább növelje, a Constantius alatt száműzött püspököket visszahívatta. Így Atanáz is visszafoglalhatta püspöki székét Alexandriában, s az általa ugyanitt, 362-ben tartott zsinatot a félariánusok is kedvezően fogadták.
Sok püspök híveivel együtt, akik korábban a rimini hitvallást elfogadták, visszatért a katolikus keresztény egyház szervezetébe. Atanáz keleten, Poitiers-i Szent Hilár nyugaton tevékenykedett. Csak Cagliari Lucifer tartotta meg a félariánus hitet Hilár és Atanáz alapelveit lazáknak tartva, ezért megalapította a luciferiek felekezetét.
Az nikaiai hitvallás ügye veszélyben forgott, miután Iulianus Alexandriai Szent Atanáz püspököt száműzte, azonban 363-ban, a keresztény utókortól az "Apostata" (hitehagyott) melléknevet kapott császár, hirtelen meghalt. Utóda Iovianus császár a nikaiai kereszténység pártfogója lett, de csak 364-ig élt. Utóda I. Valentinianus római császár öccsére Valensre ruházta át az uralkodást keleten. Főleg Antiokheiában és Konstantinápolyban a félariánusoknak és az egylényegűséget valló  keresztényeknek sokat kellett szenvedniük a Valens császár által pártfogolt ariánusoktól. A keresztény hitű püspököket gyakran székeiktől fosztották meg; a püspököket, papokat és szerzeteseket kővágó és bányamunkákra ítélték, az istentiszteletet csak titokban végezhették. Atanázt ötödszörre is száműzték, de ez alkalommal csak négy hónapra, mert Valens a hívek lázadásától tartva visszahívta őt Alexandriába, ahol élete végéig, 373-ig, mint püspök működött.
Atanáz halála után az alexandriai püspöki széket az ariánus Lucius foglalta el, aki a katolikusokat és a félariánusokat is hevesen üldözte, de ennek az üldözésnek az lett a következménye, hogy a félariánusok a római katolikus egyház közösségébe visszatértek és 366-ban elfogadták a nikaiai hitvallást. A második keresztényüldözés 369 és 372 között zajlott le és Athanarik nyugati gót király nevéhez fűződik. Az üldözés mind az ortodoxokra, mind az ariánusokra, mind az audeianusokra kiterjedt, azaz mindazokra, akik a pogányságtól eltértek. Athanarik a lelki megtisztítás szándékával uralmi területén egy kultikus szobor körülhordozását rendelte el, és megparancsolta, hogy mindenki mutasson be áldozatot. Egy Tarzusban tartandó zsinaton a tökéletes egyesülés létrehozását tervezték, de Valens betiltotta annak megtartását.
Ettől kezdve az arianizmus a Római Birodalomban hanyatlásnak indult. 373-ban az arianizmus akkori szellemi vezetője Euzojus pátriárka Antiokheiában meghalt és két évre rá Valens a gótok ellen vereséget szenvedett és életét vesztette. Nyugaton pedig a békeszerető Valentinianus alatt csupán Milanóban volt az arianizmusnak hatalmas védője Auxentius püspökben, aki már 374-ben meghalt és utódja Ambrus lett.

## Az arianizmus vége
A halálos csapást az arianizmusra I. Theodosius római császár mérte. Több éven keresztül együtt uralkodott I. Valentinianus római császár fiaival, Gratianusszal és II. Valentinianusszal. 380-ban kiadott vallási rendeletével államvallássá tette a nikaiai hitvallás szerinti katolikus kereszténységet.
Theodosius már 380-ban kiadta azt a rendeletet, mely szerint mindenkinek azt a hitet kellett elfogadni, melyet I. Damáz pápa és Péter alexandriai püspök vallottak, azaz a katolikus hitet. Konstantinápolyban egyetlenegy templom sem maradt az ariánusok birtokában, és miután már előbb, a 381-ben megtartott második egyetemes és első konstantinápolyi zsinaton a nikaia–konstantinápolyi hitvallást megerősítették, és az ariánusokra egyházi átkot mondtak ki, eltiltották őket minden vallási összejöveteltől és keleten valamennyi templomukat elvették. A zsinat kiegészítette a nikaiai hitvallást – elsősorban a harmadik hitágazatot – és nem tette a hitvallás részévé az ariánusok tanításának elítéléséről szóló záró tételeket. I. Damáz pápa a dogmatikai döntéseket elfogadta, viszont abba nem egyezett bele, hogy a keresztény világban Konstantinápoly legyen az első számú központ. 382-ben Rómában hívott össze még egy zsinatot. Itt megerősítették Róma primátusát Alexandriával, Antiokheiával és Konstantinápollyal szemben. Ezek a döntések a későbbiekben minden pápánál egyre erősebben éltek.
Ezután már csak nyugaton tudott még egyszer tért nyerni az arianizmus. Gratianus a pogányság végső felszámolása érdekében letette a pontifex maximus címet, a római szenátus tanácsterméből eltávolíttatta a Victoria-oltárt, eltörölte a pogány papság és a Vesta-szüzek intézményét. Azonban Gratianus császárt 383-ban meggyilkolták. Utódja öccse, II. Valentinianus római császár csak 13 éves volt és a gyámságot anyja Justina vette át, aki minden erővel szerette volna az arianizmust feléleszteni. De útjában állt Ambrus milánói püspök, aki nagyon erélyesen fellépett ellene. Habár II. Valentinianust anyja az ariánus hit számára megnyerte, Theodosiusnak sikerült a katolikus egyházzal kibékítenie, úgyhogy Justina halálával az ariánusok utolsó reménye tűnt el. Keleten Theodosius általában az eretnekek, de különösen az eunomiusiak ellen harcolt. Példáját követték fiai, Flavius Honorius római császár és Flavius Arcadius bizánci császár, valamint ezek utódai is.
Az arianizmus tovább már nem létezett a Római Birodalomban. Csak néhány ókori európai népnél, (gótoknál, svédeknél, burgundoknál, vandáloknál és longobárdoknál) maradt fenn hosszabb ideig.
Véglegesen a khalkédóni zsinat számolta fel Arius tanait. A khalkédóni zsinattal a krisztológiai dogma fejlődése örökre lezáródott a katolikus egyházban.

## Irodalmi vonatkozások
- Faludy György: Karoton